# Coelichneumon quadriannulatus
Coelichneumon quadriannulatus är en stekelart som först beskrevs av Johann Ludwig Christian Gravenhorst 1829.  Coelichneumon quadriannulatus ingår i släktet Coelichneumon och familjen brokparasitsteklar. Inga underarter finns listade i Catalogue of Life.